# Breathe In Life
Breathe In Life é o álbum de estréia da banda de deathcore francêsa Betraying the Martyrs lançado em 20 de Setembro de 2011 pelas gravadoras Sumerian/Listenable. É o primeiro lançamento com o atual vocalista britânico Aaron Matts e também com o guitarrista Lucas D'angelo. O álbum foi mixado por Charles J. Wall e a capa foi criada pelo baixista da banda Valentin Hauser. É o último álbum da banda com o baterista Antoine Salin.

## Faixas
| N.º            | Título                                                                                         | Duração |  |
| 1.             | "Ad astra"                                                                                     | 1:30    |  |
| 2.             | "Martyrs"                                                                                      | 4:13    |  |
| 3.             | "Man Made Disaster"                                                                            | 4:12    |  |
| 4.             | "Because of You"                                                                               | 4:40    |  |
| 5.             | "Tapestry of Me"                                                                               | 4:36    |  |
| 6.             | "Liberate Me Ex Inferis"                                                                       | 1:50    |  |
| 7.             | "Leave It All Behind"                                                                          | 4:56    |  |
| 8.             | "Life Is Precious" (Com Eddie Czaicki)                                                         | 4:39    |  |
| 9.             | "Love Lost"                                                                                    | 4:40    |  |
| 10.            | "Azalee"                                                                                       | 3:44    |  |
| 11.            | "When You're Alone" (Com Kevin Traoré do As They Burn e Steve Garner do The Bridal Procession) | 3:52    |  |
| Duração total: | Duração total:                                                                                 | 42:52   |  |

## Créditos
- Aaron Matts - Vocal
- Victor Guillet - Teclado, Sintentizador, Vocal Limpo
- Baptiste Vigier - Guitarra Principal
- Lucas D'angelo - Guitarra Base, Vocal de Apoio
- Valentin Hauser - Baixo
- Antoine Salin - Bateria